# Światowe Igrzyska Halowe w Lekkoatletyce 1985 – bieg na 1500 m mężczyzn
Bieg na 1500 metrów mężczyzn – jedna z konkurencji biegowych rozgrywanych podczas halowych światowych igrzysk lekkoatletycznych w  hali Accor Arena w Paryżu. Eliminacje zostały rozegrane 18 stycznia, a bieg finałowy 19 stycznia 1985. Zwyciężył reprezentant Australii Michael Hillardt.

## Rezultaty

### Eliminacje
Rozegrano 2 biegi eliminacyjne, do których przystąpiło 14 biegaczy. Awans do finału dawało zajęcie jednego z czterech pierwszych miejsc w swoim biegu (Q).
Opracowano na podstawie materiału źródłowego.
Bieg 1
| Miejsce | Zawodnik           | Czas    | Uwagi |
| ------- | ------------------ | ------- | ----- |
| 1       | Joseph Chesire     | 3:43,16 | Q     |
| 2       | José Luis González | 3:43,94 | Q     |
| 3       | Mirosław Żerkowski | 3:44,52 | Q     |
| 4       | Alberto Corvo      | 3:40,05 | Q     |
| 5       | Clifton Bradeley   | 3:45,90 |       |
| 6       | Michel Wijnsberghe | 3:46,93 |       |
| 7       | Omer Khalifa       | 3:48,41 |       |

Bieg 2
| Miejsce | Zawodnik           | Czas    | Uwagi |
| ------- | ------------------ | ------- | ----- |
| 1       | Michael Hillardt   | 3:43,62 | Q     |
| 2       | Riccardo Materazzi | 3:43,87 | Q     |
| 3       | Andrés Vera        | 3:44,31 | Q     |
| 4       | José Marajo        | 3:44,46 | Q     |
| 5       | Enda Fitzpatrick   | 3:48,95 |       |
| 6       | Costel Ene         | 3:53,56 |       |
| 7       | Angel Concepción   | 4:06,54 |       |

### Finał
Opracowano na podstawie materiału źródłowego.
| Miejsce | Zawodnik           | Czas    | Uwagi |
| ------- | ------------------ | ------- | ----- |
| 1       | Michael Hillardt   | 3:40,27 |       |
| 2       | José Luis González | 3:41,36 |       |
| 3       | Joseph Chesire     | 3:41,38 | PB    |
| 4       | Mirosław Żerkowski | 3:42,21 |       |
| 5       | Riccardo Materazzi | 3:43,56 |       |
| 6       | Alberto Corvo      | 3:45,46 |       |
| 7       | José Marajo        | 3:47,53 |       |
| 8       | Andrés Vera        | 3:52,89 |       |